# Restore Point
Restore Point ist ein Science-Fiction-Thriller von Robert Hloz. Die Premiere des Films erfolgte Anfang Juli 2023 beim Internationalen Filmfestival Karlovy Vary. Im September 2023 kam er in die tschechischen Kinos. Im Rahmen der Verleihung des Český lev 2024 erhielt Restore Point fünf Auszeichnungen.

## Handlung
Prag im Jahr 2041. Menschen haben ein verfassungsmäßiges Recht auf ein erfülltes Leben. Wenn jemand eines unnatürlichen Todes stirbt, wird er durch die innovative Technologie von Restore Point wiederbelebt, vorausgesetzt, die Person hat routinemäßig alle 48 Stunden ihre Gehirndaten gesichert. Die Einrichtung wird vom Institute of Restoration betrieben. Die junge Ermittlerin Emma Trochinowska, genannt Em, eine aufstrebende Koryphäe bei der Polizei, ist einer Gruppe namens „River of Life“ auf der Spur, die gegen die „unnatürliche“ Auferstehungstechnologie rebelliert, indem sie das zivile Leben durch Terroranschläge stört.
Als der Wissenschaftler David Kurlstat, der die Wiederherstellungstechnologie entwickelt hat, und seine Frau ermordet werden, ist Em verwundert, dass gerade er keinen gültigen Wiederherstellungspunkt hatte, mit dem man ihn wiederbeleben hätte können.

## Produktion

### Regie, Drehbuch und Filmschnitt
Regie führte Robert Hloz. Es handelt sich bei Restore Point nach den Kurzfilmen Mlýn, Numbers, Prechodne Vedomi und Lhari um sein Spielfilmdebüt. Das Drehbuch schrieben Tomislav Čečka und Zdeněk Jecelín.
Für den Filmschnitt arbeitete Hloz mit dem polnischen Filmeditor Jarosław Kamiński zusammen, der zuletzt für den Spielfilm Quo Vadis, Aida? von Jasmila Žbanić, den Film Der Masseur von Małgorzata Szumowska und Michał Englert, den Thriller Prime Time von Jakub Piątek und die Filmbiografie Zátopek von David Ondříček tätig war.

### Besetzung und Dreharbeiten

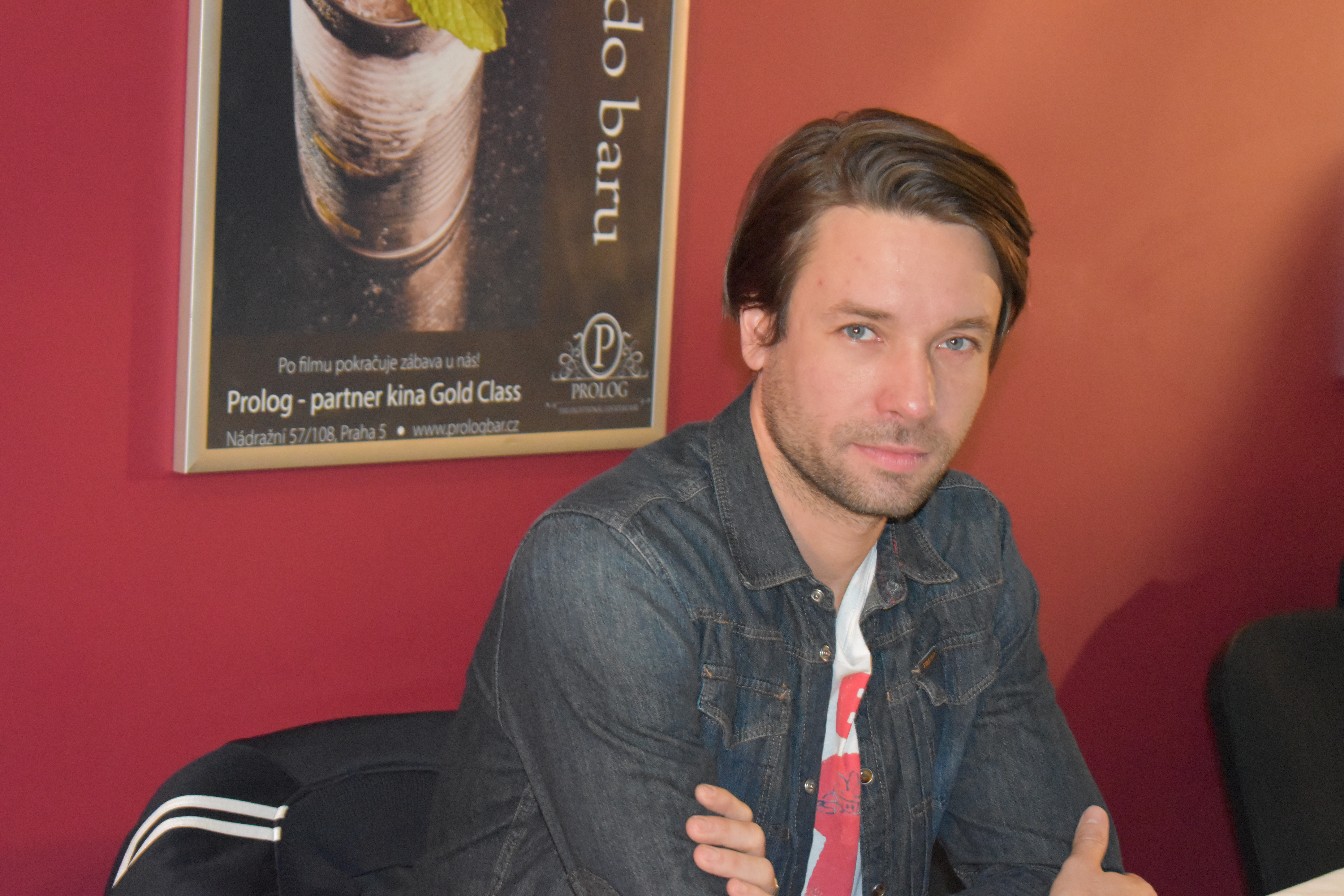
Václav Neužil spielt den Agenten Mansfeld

Der tschechische Theater-, Film- und Fernsehschauspieler und Český-lev-Preisträger Karel Dobrý, bekannt für seine Rolle des Bösewichts Matthias im Film Mission: Impossible, aus der Science-Fiction-Miniserie Children of Dune und der Fernsehserie Carnival Row, spielt in einer der Hauptrollen Rohan, den Leiter des Recovery Point Institute und Agáta Kryštůfková seine Mitarbeiterin. Die Newcomerin Andrea Mohylová übernahm die weibliche Hauptrolle und spielt Emma Trochinowska, kurz „Em“. Matěj Hádek spielt den gemeinsam mit seiner Ehefrau ermordeten Forschungsleiter des Instituts David Kurlstat, dessen Fall Em untersucht. Jan Vlasák spielt Ems Vorgesetzten und Václav Neužil den Europol-Agenten Mansfeld, einen Kollegen aus einer anderen Abteilung. In weiteren Rollen sind der Slowake Milan Ondrík als flüchtiger Terrorist und der polnische Volksschauspieler Lech Dyblik zu sehen.
Die Dreharbeiten fanden in Tschechien, der Slowakei und in Polen statt. Als Kameramann fungierte der Tscheche Filip Marek.

### Filmmusik und Veröffentlichung
Die Filmmusik komponierte Jan Šléška. Ein im Film wiederkehrendes Motiv ist das Stück Clair de Lune aus Claude Debussys Suite bergamasque.
Die Premiere von Restore Point war am 3. Juli 2023 beim Internationalen Filmfestival Karlovy Vary. Am darauffolgenden Tag begannen Vorstellungen beim Neuchâtel International Fantastic Film Festival. Ebenfalls im Juli 2023 wurde er beim Bucheon International Fantastic Film Festival im internationalen Wettbewerb gezeigt. Ende Juli, Anfang August 2023 wurde er beim Fantasia International Film Festival gezeigt. Im September 2023 sind Vorstellungen beim Fantasy Filmfest geplant. Am 21. September 2023 kam der Film in die tschechischen Kinos. Ende September 2023 wurde Restore Point beim Finále Plzeň vorgestellt. Ende September, Anfang Oktober 2023 wurde er beim Vancouver International Film Festival gezeigt. Ebenfalls im Oktober 2023 wurde Restore Point beim Sitges Film Festival vorgestellt. Im November 2023 wurde der Film beim Filmfestival Cottbus gezeigt. Im März 2024 wurde der Film beim Glasgow Film Festival und im Mai 2024 beim Marché du film vorgestellt.

### Synchronisation
Die deutsche Synchronisation entstand nach einem Dialogbuch von Katharina Blum und der Dialogregie von Heinz Burghardt im Auftrag der Think Global Media GmbH in Berlin.
| Darsteller         | Synchronsprecher  | Rolle                |
| ------------------ | ----------------- | -------------------- |
| Václav Neuzil      | Sven Gerhardt     | Agent Mansfeld       |
| Jan Vlasák         | Axel Lutter       | Captain              |
| Matěj Hádek        | Bernd Egger       | David Kurlstat       |
| Agáta Krystufkova  | Jasmin Arnoldt    | Dr. Petra Legerová   |
| Iveta Dusková      | Antje von der Ahe | Dudková              |
| Andrea Mohylová    | Franziska Endres  | Em Trochinowska      |
| Katarzyna Zawadzka | Isabelle Höpfner  | Kristina Kurlstatova |
| Adam Vacula        | Daniel Völz       | Peter Trochinowski   |
| Richard Stanke     | Hubert Burczek    | Richard              |
| Karel Dobrý        | Peter Flechtner   | Rohan                |
| Milan Ondrík       | Paul Matzke       | Viktor Toffer        |

## Rezeption

### Kritiken
Von den bei Rotten Tomatoes aufgeführten Kritiken sind 95 Prozent positiv.
Aufgrund seiner retro-futuristischen Cyberpunk-Ästhetik wurde der Film von Kritikern immer wieder als „Tschechischer Blade Runner“ bezeichnet.
Robert Daniels beschreibt Restore Point in seiner Kritik bei rogerebert.com als eine fantasievolle Achterbahnfahrt, die temporeiche Unterhaltung zu einem Thema biete, das wir alle fürchten. Er schreibt weiter, der Weltaufbau in Robert Hloz’ Film, eine Mischung aus Minority Report und Blade Runner, sei fesselnd. Hloz liebe es, die geschwungenen Oberflächen von Gebäuden einzufangen, die die Unwägbarkeiten bei den Ermittlungen widerspiegeln sollen. Von den mit Hologrammen gefüllten Tatorten bis hin zu den luxuriös ausgestatteten Innenräumen füge sich die technische Ästhetik des Produktionsdesigns nahtlos in die Geschichte ein.
Nathaniel Muir von aiptcomics.com bemerkt hierzu, das minimalistische Bühnenbild verstärke den Eindruck, dass es sich um eine Welt handelt, in der Funktion wichtiger ist als Form. Die Aufnahmen zeigten eine karge Welt voller emotionsloser Symmetrie. Neben einer Möglichkeit, Menschen wieder zum Leben zu erwecken, gebe es in diesem Science-Fiction-Film auch selbstfahrende Autos und lebensechte Hologramme, doch da Restore Point in einer nicht allzu fernen Zukunft spielt und wir das meiste bereits kennen, sei diese Welt zwar fantastisch, gleichzeitig aber auch realistisch.

### Auszeichnungen
Bucheon International Fantastic Film Festival 2023
- Nominierung im Internationalen Wettbewerb[13]

Český lev 2024
- Auszeichnung für den Besten Schnitt (Petr Turyna)
- Auszeichnung für das Beste Bühnenbild (Ondřej Lipenský)
- Auszeichnung für die Beste Kamera (Filip Marek)
- Auszeichnung für den Besten Ton (Lukáš Ujčík, Samuel Jurkovič und Jan Šulcek)
- Auszeichnung mit dem Film Fans’ Award (Robert Hloz)
- Nominierung für die Besten Kostüme (Ivan Stekla und Eliška Krejzová)
- Nominierung für das Beste Make-up und Hairstyling (Vladimír Wittgruber)
- Nominierung für die Beste Musik (Jan Šléška)
- Nominierung als Bester Nebendarsteller (Václav Neužil)[26][27]

Fantasia International Film Festival 2023
- Auszeichnung mit dem Prix L´Écran Fantastique (Robert Hloz)[28]

Neuchâtel International Fantastic Film Festival 2023
- Nominierung im Internationalen Wettbewerb[12]